# Darnell Savage Jr.
Darnell Savage Jr. (Salisbury, 30 luglio 1997) è un giocatore di football americano statunitense che milita nel ruolo di safety per i Jacksonville Jaguars della National Football League (NFL).

## Carriera universitaria
Savage al college giocò a football con i Maryland Terrapins dal 2015 al 2018. Concluse la sua esperienza con 182 tackle, 8 intercetti, un sack e 2 touchdown.

## Carriera professionistica

### Green Bay Packers
Savage fu scelto nel corso del primo giro (21º assoluto) del Draft NFL 2019 dai Green Bay Packers. Il 2 maggio 2019 firmò un contratto quadriennale del valore di 12,5 milioni di dollari. Debuttò come professionista partendo come titolare nella gara del primo turno contro i Chicago Bears mettendo a segno 3 tackle. Nel terzo turno mise a segno il primo intercetto in carriera su Joe Flacco dei Denver Broncos. La sua prima stagione si chiuse con 55 tackle, 2 intercetti e 2 fumble forzati in 14 partite, tutte come titolare, venendo inserito nella formazione ideale dei rookie della Pro Football Writers Association.
Nel diciassettesimo turno della stagione 2022 Savage intercettó un passaggio di Kirk Cousins ritornando il pallone per 75 yard in touchdown.
Nel primo turno dei playoff 2023-24, Savage mise a segno un intercetto su Dak Prescott, ritornando il pallone per 64 yard in touchdown e contribuendo ad eliminare i Dallas Cowboys testa di serie numero 2 del tabellone.

### Jacksonville Jaguars
L'11 marzo 2024 Savage firmò un contratto triennale con i Jacksonville Jaguars.

## Palmarès
- PFWA All-Rookie Team - 2019